# 基督教宣道會宣基中學
基督教宣道會宣基中學（英語：Christian & Missionary Alliance Sun Kei Secondary School）為香港西貢區一所以英語授課的津貼中學，亦是全港首座以預製組件建造的標準校舍，位於將軍澳新市鎮，於1999年創辦。

## 歷史
繼同系宣基小學於1998年在同區復辦以後，基督教宣道會香港區聯會於同年再申辦一所新津貼中學，並獲分配現時的校舍。翌年5月，此校開始運作，並於同年6月接收校舍，隨後如期於9月開課，而兩校隨即結為聯繫學校。
2001年2月24日，此校舉行揭幕典禮，由時任教育署長張建宗及宣道會香港區聯會會長滕近輝主持。
2009年，此校獲政府核准為英文中學，自此改以英語授課至今。
2017年，此校與宣基小學脫離聯繫關係，所有學額均開放予西貢及觀塘區學生申請。

## 校舍
此校為一座1995年版中學靈活式校舍，佔地6,912平方米，設26間課室及各種特別室。校舍由香港寶嘉建築承建，1997年10月施工，至1999年6月竣工，同年7月31日一併舉行交付禮。
值得一提的是，此校連同毗鄰四所中、小學，均試驗性採用「系統設計」建造法。當中，此校動工時間最早，因而成為全港首座應用上述技術興建的標準校舍。

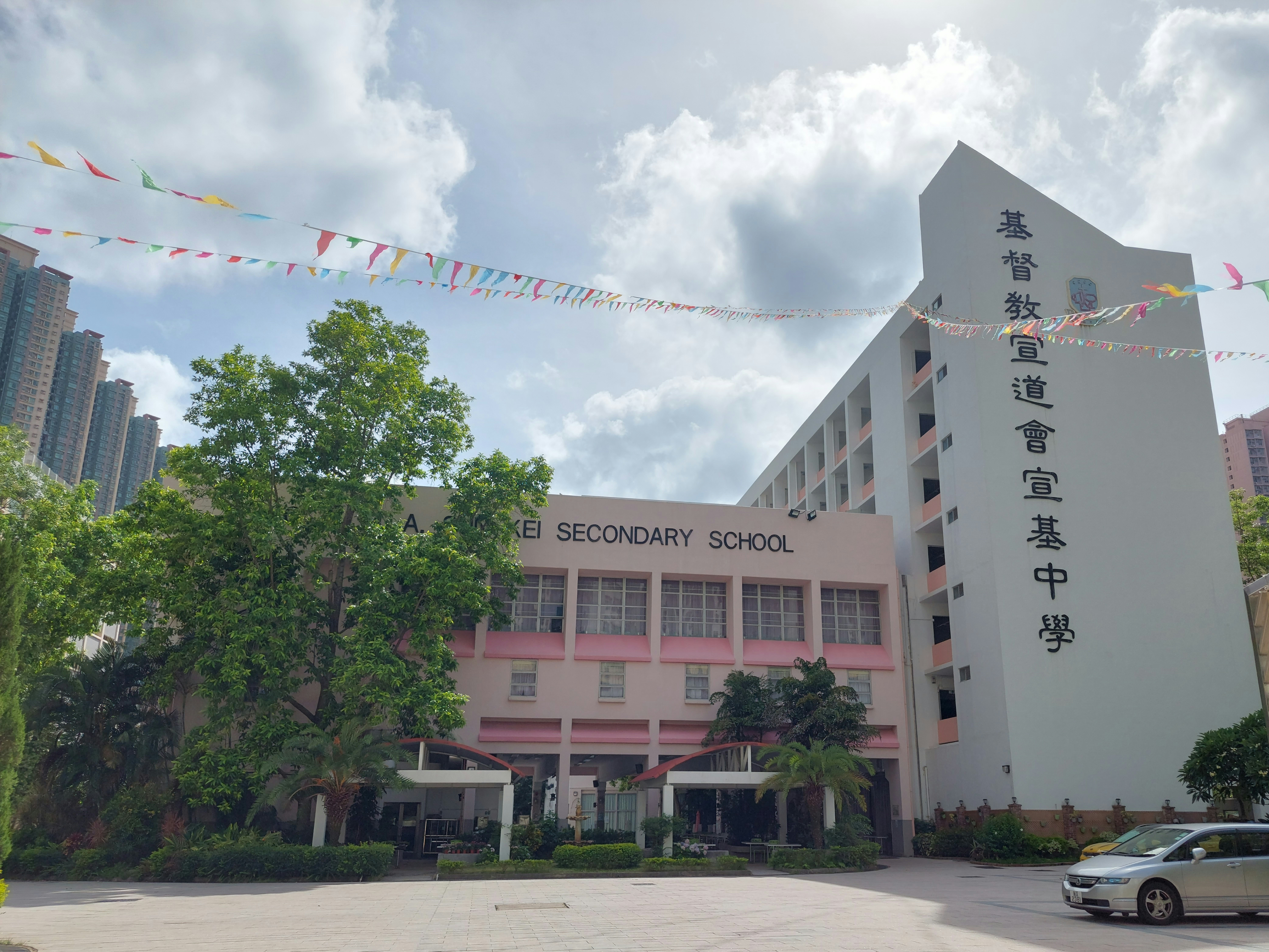
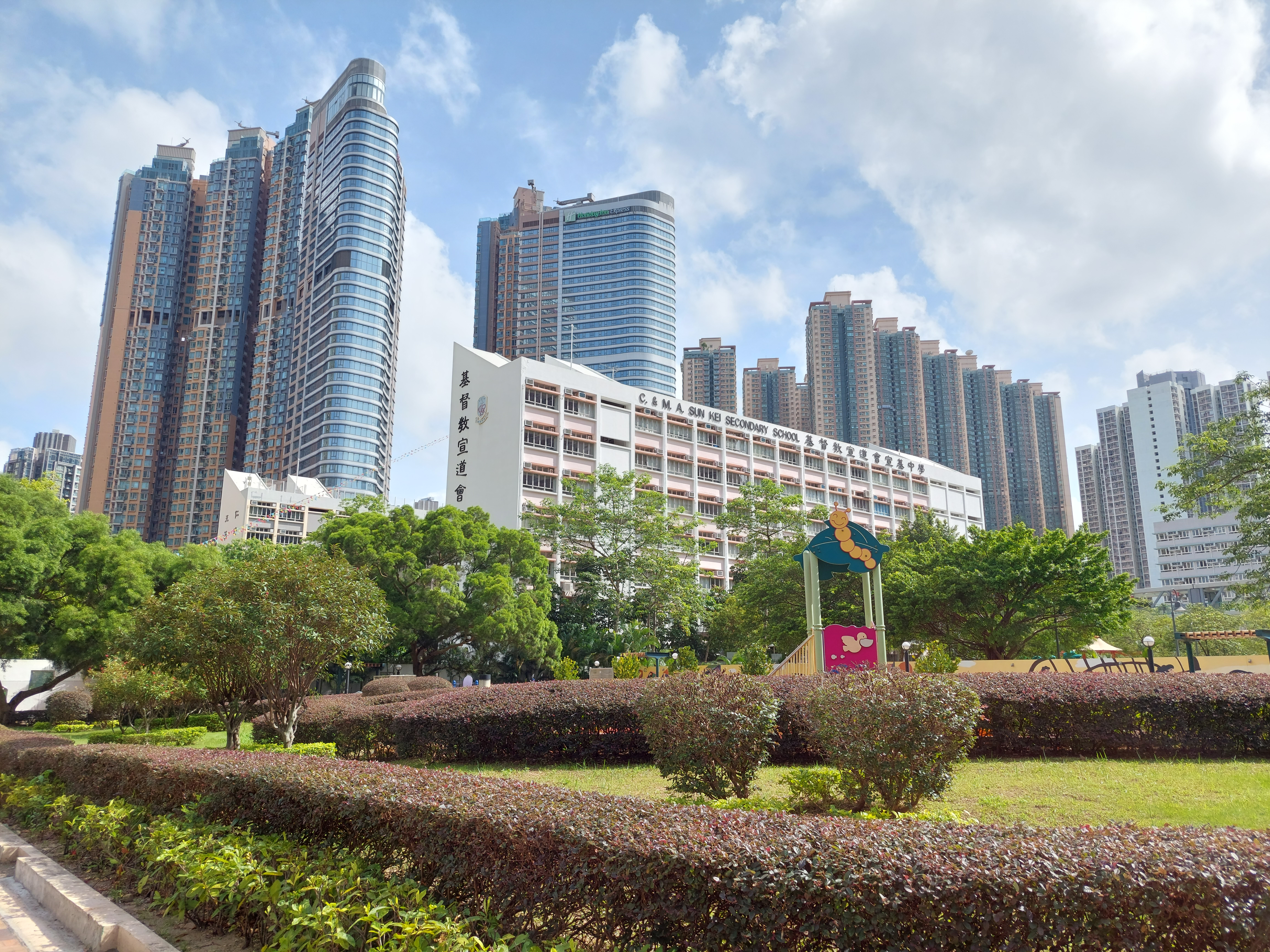
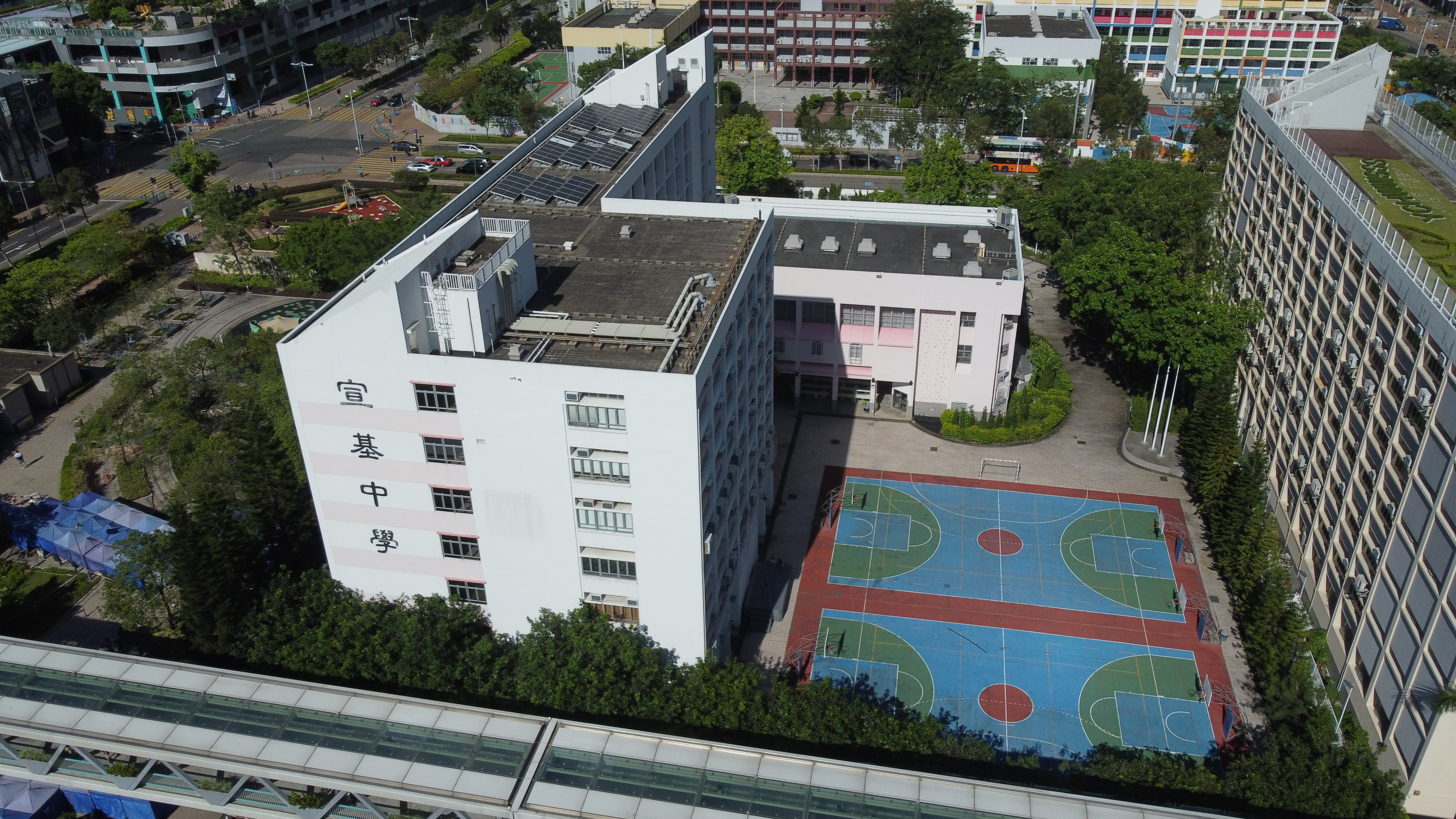

## 歷任行政人員

### 校監
- 曾繼強先生
- 張觀運牧師（？-2023年）
- 蘇國生博士（2023年起，現任校監）[11]

### 校長
- 潘淑嫻博士，MH（1999年至2022年，創校校長）
- 何俊恩先生（2022至今，現任校長；初期為署任，後獲真除）

## 事件
- 2019年8月4日，在將軍澳反修例示威當中，部分此校學生及校友於學校附近張貼標語及示威，批評校長潘淑嫻沒有表態支持成立獨立調查委員會。最後，防暴警察將示威者驅散[12][13]。

## 著名/傑出校友
- 吳家鋒（肄業）：香港男子田徑運動員，男子4×100米的香港紀錄保持者，曾代表香港出戰2012年倫敦奥林匹克運動會田徑比賽男子4×100公尺接力賽事。
- 何啟明：前民協副主席、前深水埗南昌東區議員（2016年－2021年）。
- 黎煒棠：前西貢海晉區議員（2020年－2021年）。
- 陳享（2012年中七畢業）：末代高考五優狀元。
- 李子樹：前香港大學學生會會長[14]。
- 梁家俊（肄業）：香港賽馬會所屬自由身騎師。
- 陳約臨（2013年中六畢業）：2016年國際小姐「亞洲皇后」、無綫電視女藝員、兼職電台節目主持及講師。
- 張鎬濂：藝人、組合「新風暴」成員。
- 周梓樂（2015年中六畢業）：2019年11月將軍澳警民衝突期間墜樓身亡的香港科技大學學生[15]，為首位於反修例示威現場重傷致死的人。
- 羅翔：結他演奏家。
- 徐逸昇：時裝設計師。
- 勞緯洛：作家、文學評論人，著有小說《卷施》（2018）、小說《崩末》（2023）。
- 陳濬樺：YouTube頻道「FHProductionHK」幕前成員。

## 註解
1. ↑  2022/23年度[1]
2. ↑  2021/22年度[2]
3. ↑  分別為仁濟醫院王華湘中學、博愛醫院八十週年鄧英喜中學、將軍澳天主教小學及保良局黃永樹小學。
4. ↑  此建造方法包含預製組件、塔式起重機、金屬棚架及模板技術四個元素。

## 外部連結
- 基督教宣道會宣基中學官方網站 （页面存档备份，存于）